# Ніккай-Мару
Ніккай-Мару (Nikkai Maru) — судно, яке під час Другої світової війни брало участь у операціях японських збройних сил в архіпелазі Бісмарка та на Соломонових островах.

## Передвоєнна служба
Ніккай-Мару спорудили в 1938 році на верфі Uraga Dock на замовлення компанії Nissan Kisen.
16 листопада 1940-го Ніккай-Мару реквізували для потреб Імперського флоту Японії. З 16 грудня 1940 по 14 січня 1941 судно на верфі at Asano Steel K.K. Shipyard у Цурумі пройшло модернізацію у канонерський човен. На кораблі встановили 120-мм гармати і 13-мм зенітні кулемети, крім того, він міг використовувати глибинні бомби.
Протягом 1941-го Ніккай-Мару діяв у підмандатній Мікронезії, де ще до війни на атолі Трук (східні Каролінські острови) створили потужну базу японського ВМФ.

## Вторгнення до архіпелагу Бісмарка
7—10 січня 1942-го судно перейшло з Труку до нещодавно захопленого острова Гуам (Маріанські острови). Тут конвой транспортів прийняв на борт 144-й піхотний полк для подальшого десанту в Рабаул на острові Нова Британія (архіпелаг Бісмарка). 14 січня конвой полишив Гуам, при цьому Ніккай-Мару та ще один переобладнаний канонерський човен Сейкай-Мару, а також переобладнані мисливці за підводними човнами Тоши-Мару № 5 і Тама-Мару № 8 ескортували третій ешелон.
Ввечері 22 січня конвой досяг Рабаулу та в перші години наступної доби здійснив висадку (згодом саме тут буде створена головна передова база, з якої кілька років провадитимуться операції на Соломонових островах та сході Нової Гвінеї).
26—28 січня 1942-го на Рабаул здійснили кілька авіанальотів, проте Ніккай-Мару не постраждав, а 30—31 січня виходив з бази для патрулювання.
Далі протягом лютого корабель здійснив кілька рейсів до району Грін-Айленд, звідки доправляв до Рабаулу питну воду. Також він провадив патрулювання в околицях бази, що з березня стало основним видом його служби.

## Вторгнення на Соломонові острови та атака Порт-Морсбі
У середині квітня судно вирішили залучити до запланованої операції з оволодіння Порт-Морсбі на Новій Гвінеї та створення баз на Соломонових островах. Наприкінці місяця Ніккай-Мару прийняв на борт будівельні матеріали, призначені для створення передової бази гідролітаків, та понад сотню будівельників. 26—28 квітня він разом з іншим переобладнаним канонерським човном Сейкай-Мару здійснив перехід до якірної стоянки Шортленд (прикритої групою невеликих островів Шортленд акваторії біля південного завершення острова Бугенвіль), де провів розвантаження та висадку будівельників.
Існують дані, що 2 чи 3 травня 1942-го Ніккай-Мару разом з переобладнаними канонерськими човнами Сейкай-Мару і Кейджо-Мару прикривали перехід гідроавіаносця Камікава-Мару до затоки Реката-Бей на розташованому далі на схід острові Санта-Ісабель, де з'явилась тимчасова база гідролітаків. Саме звідси Камікава-Мару та авіагрупа з гідроавіаносця Кійокава-Мару (сам він в цей час проходив ремонт) прикривали проведену 4 травня висадку на Тулагі (ще далі на схід архіпелагу поблизу острова Гуадалканал), яку здійснив загін, що прибув із Труку.
6 травня Ніккай-Мару прийняв на борт пасажирів і попрямував до Тулагі. 8 травня він досягнув Тулагі й тієї ж доби вирушив до Рабаулу, куди прибув надвечір 11 травня.
Наступним завданням Ніккай-Мару було йти на острів Дебойне (Панаеаті) в архіпелазі Луїзіади біля південно-східного завершення Нової Гвінеї, звідки він мав супроводити танкер Хойо-Мару (на Дебойне також узялись за створення передової бази гідролітаків, проте після битви в Кораловому морі плани висадки в Порт-Морсбі скасували, а разом з тим відізвали й сили з Луїзіад).
З середини травня 1942-го Ніккай-Мару провадив патрулювання у околицях Рабаулу, а 3 червня вирушив до Японії та 16 червня прибув до Йокосуки, де з 18 червня по 11 липня прийшов ремонт на місцевій верфі ВМС.

## Другий похід до архіпелагу Бісмарка
26 липня 1942-го Ніккай-Мару вийшов з Йокосуки мавши на буксирі напівзанурювану водяну баржу Kosho № 4008, при цьому охорону забезпечував тральщик W-21. 26 липня корабель прибув на Трук, а 31 липня вирушив далі на південь.
5 серпня Ніккай-Мару досягнув бухти Массава на острові Нова Британія, де були джерела прісної води. Тут він передав приведену на буксирі баржу й того ж дня перейшов до Рабаулу для розвантаження.
До початку червня 1943-го човен здійснив десятки виходів з Рабаулу для патрулювання підходів, витрачаючи на один 2—3 доби. Одного разу, з 25 по 28 серпня 1942-го, він здійснив круговий рейс для доставки вантажу на якірну стоянку Шортленд (на той час вже почалась битва за Гуадалканал, і на Шортленді відстоювались легкі бойові кораблі та перевалювались вантажі для подальшої відправки далі на схід Соломонових островів).

## Третій похід до архіпелагу Бісмарка
20 червня — 11 липня 1943-го Ніккай-Мару здійснив перехід до Йокосуки, ескортуючи конвой наразі неідентифікованих суден. Після цього корабель пройшов ремонт, а 25 липня у складі конвою № 3725 вирушив на Трук, якого досягнув на початку серпня. 16 серпня Ніккай-Мару вже прибув назад до Рабаулу.
27 серпня 1943-го корабель перейшов до Кавієнгу (друга за значенням японська база в архіпелазі Бісмарка, розташована на північному завершенні острова Нова Ірландія). Тут 16 вересня він зазнав пошкоджень від підриву на міні (а от переобладнаний канонерський човен Сейкай-Мару затонув з тих саме причин).
1 жовтня Ніккай-Мару перекласифікували з канонерського човна в допоміжний транспорт ВМФ.
У якийсь момент Ніккай-Мару перейшло з Кавієнгу до Рабаулу, звідки 10 листопада рушило в супроводі тральщика W-28 як єдине судно конвою № 2101. Втім, того ж дня воно сіло на мілину, звідки його зняли через дві доби за допомогою допоміжного мисливця за підводними човнами CHa-23 та транспорту Хаясакі. 13 листопада Ніккай-Мару повернулось до Рабаулу.
23 листопада судно вийшло з Рабаула у складі конвою на Трук, маючи завдання в підсумку пройти далі до Японії. У другій половині дня 26 листопада в районі за п'ять сотень кілометрів на південний захід від Труку підводний човен Ray випустив по конвою 6 торпед, 4 з яких влучили в Ніккай-Мару. Судно розломилось на кілька частин та затонуло протягом трьох хвилин.